# Cybaeus kirigaminensis
Espèce
Cybaeus kirigaminensis est une espèce d'araignées aranéomorphes de la famille des Cybaeidae.

## Distribution
Cette espèce est endémique de Honshū au Japon,. Elle se rencontre dans la préfecture de Nagano.

## Description
Le mâle mesure 5,0 mm et la femelle 6,0 mm.

## Étymologie
Son nom d'espèce, composé de kirigamin et du suffixe latin -ensis, « qui vit dans, qui habite », lui a été donné en référence au lieu de sa découverte, le plateau Kirigamine.

## Publication originale
- Komatsu, 1963 : Two new species of Cybaeus from Japan. Acta Arachnologica, vol. 18, no 1, p. 7-11 (texte intégral).